# Ibn Hamdís

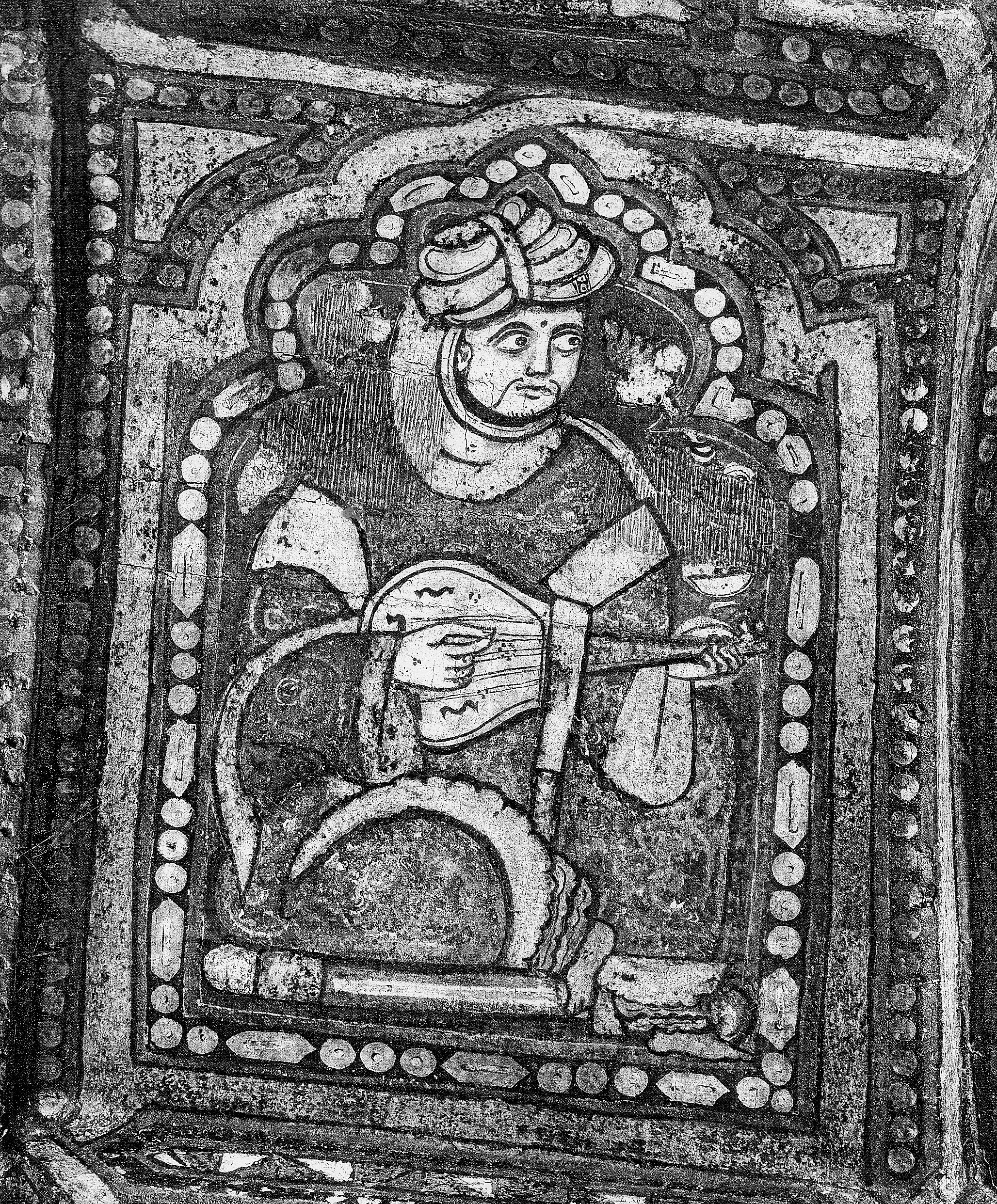
Representación del de un músico-poeta musulmán (sarraceno) en la corte normanda en Palermo, Sicilia

Ibn Hamdís (en árabe: ابن حمديس ibn ḥamdīs) (c. 1056-c. 1133) fue un poeta siciliano que escribía en lengua árabe.

## Biografía
Nació en Noto, cerca de Siracusa. Cuando tenía 31 años su ciudad fue capturada por los normandos y se vio forzado a emigrar a Al-Ándalus. Se estableció en Sevilla, donde entabló amistad con el príncipe Al-Mu'támid, que también era poeta. Tras la muerte de éste en una prisión almorávide en Marruecos en 1095, Ibn Hamdís se puso bajo la protección del príncipe Al-Mansur en Argelia y tras la muerte de éste fue huésped de los gobernantes ziríes de Tunicia en Mahdiyya. 
Ibn Hamdís continuó trasladándose por los países islámicos del Mediterráneo hasta su muerte en Mallorca en 1133.

## Obra
De Ibn Hamdís nos queda un diwan, es decir, un cancionero de contenido poético, compuesto por 360 qasidah (poesías), de un total de más de 6000 versos. La temática es variada. Desde la descripción de aspectos de la vida cotidiana, al panegírico en honor a los príncipes de los que fue huésped. Muchas qasidah están dedicadas a la Sicilia perdida de su juventud. Otras, a la belleza femenina y al vino, en un estilo que recuerda a su célebre contemporáneo persa Omar Jayyam.
Del diwan de Ibn Hamdís existen al menos dos copias manuscritas, custodiadas una en la Biblioteca Vaticana y otra en San Petersburgo. La obra fue descubierta durante el siglo XIX por el arabista siciliano Michele Amari.